# Epidendrum badium
Epidendrum badium är en orkidéart som beskrevs av Eric Hágsater. Epidendrum badium ingår i släktet Epidendrum och familjen orkidéer.
Artens utbredningsområde är Guatemala. Inga underarter finns listade i Catalogue of Life.